# Torao Suzuki
Torao Suzuki (japonès: 鈴木 都良夫)  (Tòquio, c. 1951) és un expilot de motocròs japonès que destacà en competició internacional durant la dècada de 1970, especialment en la categoria dels 250cc, essent un dels millors competidors del Campionat del Món de motocròs durant un curt període. Fou Subcampió del Món de 125cc (I Copa FIM 125, 1973) i tres vegades Campió del Japó (en 250cc el 1972 i en 125cc els anys 1973 i 1976). El seu germà, Hideaki Suzuki, fou també diverses vegades Campió del Japó de motocròs.

## Trajectòria esportiva
Torao Suzuki debutà en motocròs a 15 anys, el 1967, amb una Suzuki 90 cc amb la qual competí en curses juvenils durant tres anys. Un cop passat a la categoria Júnior, el 1970, canvià a Yamaha i disputà els campionats nacionals en les cilindrades de 90, 125 i 250 cc, amb el resultat de victòria en 90 cc i subcampionat en 125 cc. Gràcies a aquest èxit, Yamaha el fitxà com a pilot oficial de cara a la temporada de 1971 i disputà els campionats de 125 i 250 cc en la categoria superior, Sènior. Només un any després, el 1972, fou campió de 250 i subcampió de 125 cc, resultats que li valgueren el títol de Campió del Japó absolut.
El 1973, Yamaha l'envià a Europa a disputar la I Copa FIM 125, antecedent del Mundial de 125 cc instaurat el 1975, i hi acabà subcampió. Acabada la temporada, disputà alguna cursa de la Trans-AMA i tornà al Japó, on aquest cop guanyà el Campionat de 125 cc. El 1974 tornà a Europa per a disputar mitja temporada del mundial de 250 cc (així i tot, hi acabà el tretzè) i tornà al Japó, on acabà novè al campionat mentre el seu germà Hideaki el guanyava en ambdues cilindrades (125 i 250 cc). La temporada següent fou semblant a aquesta, però al Japó acabà el campionat en tercer lloc.
El 1976, Yamaha es retirà del mundial de motocròs i Torao Suzuki no anà a Europa, conformant-se amb competir només al Japó i revalidar el seu Campionat nacional en la categoria de 125 cc i acabar subcampió de 250 cc. De cara al 1977, com que volia disputar el mundial, Torao Suzuki rescindí el seu contracte amb Yamaha, es comprà una Suzuki de sèrie i es traslladà a Bèlgica, on s'instal·là amb el seu mecànic i es comprà un camió amb el qual es desplaçà arreu del món per a seguir el campionat, en el qual acabà dotzè després d'haver aconseguit la victòria absoluta en un Gran Premi. Aquest resultat, aconseguit amb una moto molt inferior a les dels pilots oficials que, a més, se li espatllava sovint, va fer que l'importador de Montesa a Bèlgica, Claude Renaerts, s'hi fixés i el contractés per a la següent temporada.
Un cop a Montesa, començà la temporada de 1978 amb molt bon peu i protagonitzà curses memorables, com ara al Circuit del Vallès, on fou tercer darrere Harry Everts i Jean-Paul Mingels i completà així un podi de pilots de marques catalanes. Finalment, però, no passà del vuitè lloc final i Montesa no li renovà el contracte. Suzuki seguí un parell d'anys més al mundial de forma privada, fins que es retirà de la competició cap al 1981.

## Palmarès al Campionat del Món de Motocròs
| Any  | Motocicleta | 250cc | 125cc |
| ---- | ----------- | ----- | ----- |
| 1973 | Yamaha      | 17è   | 2n    |
| 1974 | Yamaha      | 13è   | -     |
| 1975 | Yamaha      | 19è   | -     |
| 1976 | Yamaha      | -     | -     |
| 1977 | Suzuki      | 12è   | -     |
| 1978 | Montesa     | 8è    | -     |
| 1979 | Yamaha      | 11è   | -     |
| 1980 | Aprilia     | -     | 6è    |

1. ↑  Fins al 1974 inclòs no existia el Campionat del Món de 125 cc, ans el Campionat d'Europa (conegut també com a Prix FIM)